# Jean Nocret

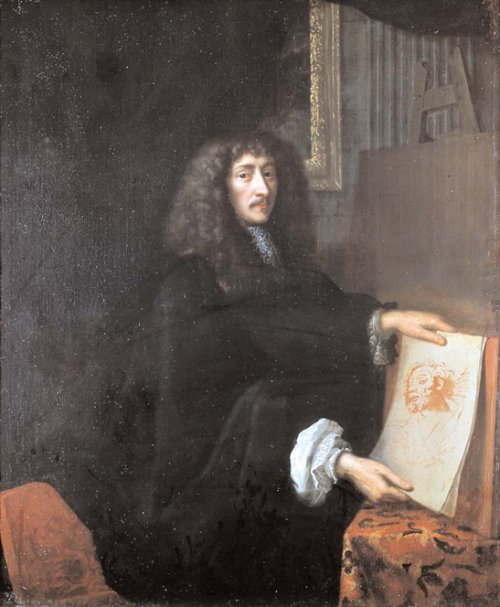
Jean Nocret auf einem posthumen Porträt von seinem Sohn Jean-Charles Nocret (1674), Schloss Versailles

Jean Nocret (* 26. Oktober 1615 in Nancy; † 12. November 1672 in Paris) war ein französischer Maler, der vor allem für seine Porträts der französischen Königsfamilie der Bourbonen bekannt ist. Seine Hauptwerke in den ehemaligen Schlössern von Saint-Cloud und den Tuilerien sind nicht erhalten. Viele Porträts von ungewisser Urheberschaft werden ihm zugeschrieben.

## Biographie
Nocret war in Nancy Schüler von Jean Le Clerc bis zu dessen Tod 1633. Mitte der 1630er Jahr ging er nach Rom, wo er Nicolas Poussin begegnete und für Poussins Patron Paul Fréart de Chantelou Kopien anfertigte. Poussin hielt Nocret für anmaßend und beklagte, dass er seine Werke unvollendet lasse, wenn er bessere Angebote erhielt.
Nocret kehrte 1644 nach Paris zurück. Er heiratete Antoinette Vuyet, mit der er mehrere Kinder hatte: Jean-Baptiste (1647), Jean-Charles (1648–1719), Jean-Simon (1649), Marie (1650) und Antoinette-Geneviève (1651). Jean Charles wurde auch Maler.

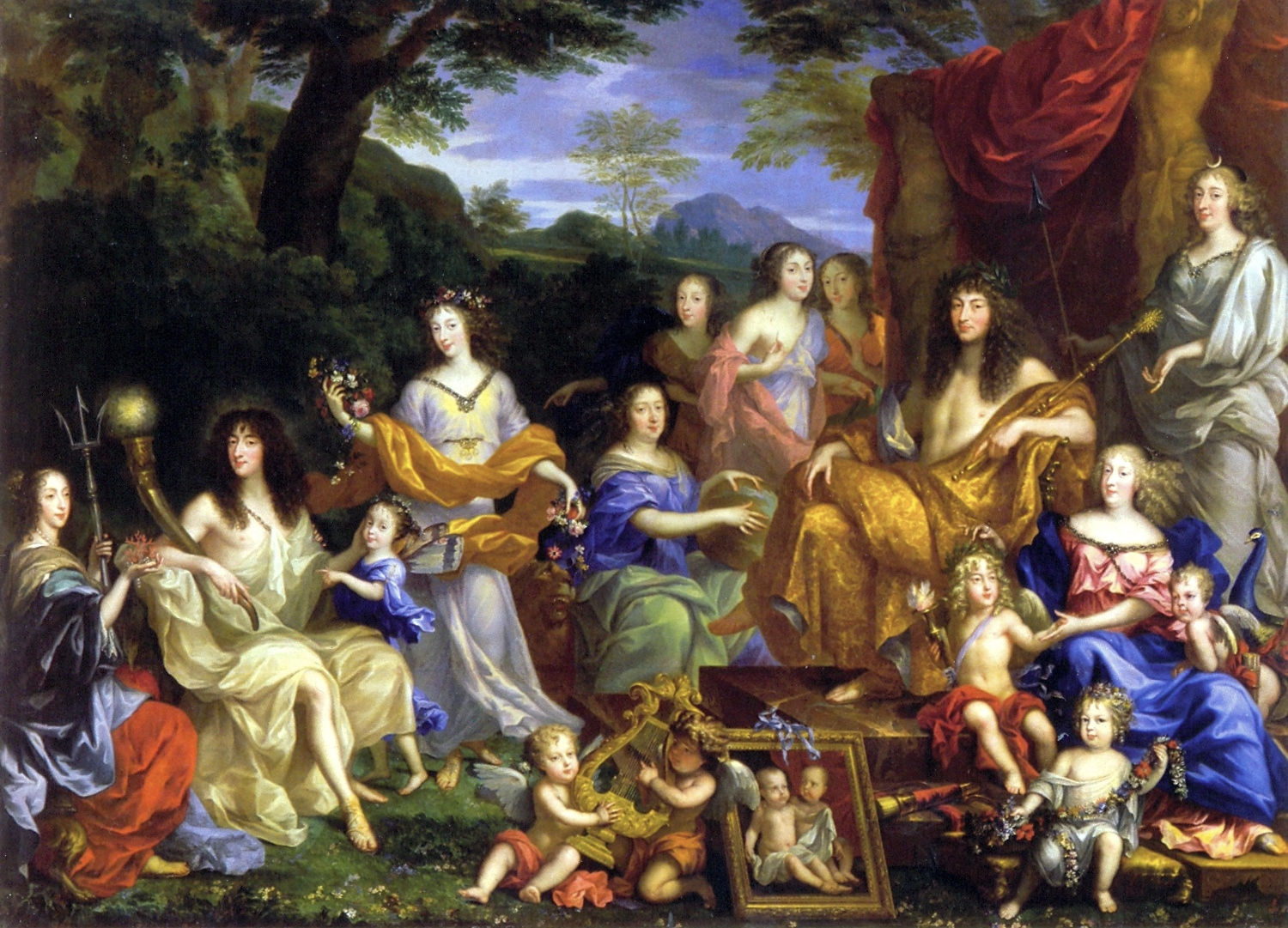
Jean Nocret: Gruppenporträt Ludwig XIV. und seine Familie als Götter des Olymp, 1670. Der König (rechts) verkörpert Apollon (die Dargestellten sind identifizierbar auf Wikimedia Commons).

In Paris arbeitete er im Umfeld von Kardinal Jules Mazarin, von dem er Aufträge erhielt. Im Dezember 1649 wurde Nocret offizieller Maler des jungen Ludwigs XIV. (premier peintre du roi) und von dessen Onkel Gaston d’Orléans (intendant et valet de chambre de Monsieur). 1657 begleitete er den Bischof von Comminges Gilbert de Choiseul du Plessis-Praslin auf einer diplomatischen Mission nach Portugal, wo er Porträts der Königsfamilie ausführte (Bildnisse der Infanten Catarina de Bragança und Dom Pedro und des Königs Dom Afonso VI.).
1660 war er wieder zurück in Paris. In der Folge wurde er auch Hofmaler von Philippe I. de Bourbon, duc d’Orléans, des Bruders des Königs, und wirkte an den Innendekorationen des Schlosses von Schloss Saint-Cloud mit (Szenen aus der griechischen Mythologie). Das Schloss wurde im Deutsch-Französischen Krieg von 1870/71 zerstört. Auch sein bekanntestes Werk Ludwig XIV. und seine Familie als Götter des Olymp (1670, siehe Abbildung) entstand ursprünglich für das Vorzimmer des Herzogs von Orléans in Saint-Cloud. Es befindet sich heute im Schloss Versailles.
1663 wurde er für sein Gemälde Die Reue des Heiligen Petrus (verschollen) in die Académie royale de peinture et de sculpture aufgenommen.
Zwischen 1666 und 1669 dekorierte er unter der Leitung von Charles Le Brun die Appartements der Königin Maria Teresa in den Tuilerien. Die meisten Szenen drehten sich um die Göttin Minerva, denen Nocret die Züge der Königin verlieh. Auch dieser Dekor verschwand während des Deutsch-Französischen Krieges, als der Tuilerienpalast 1871 abbrannte.

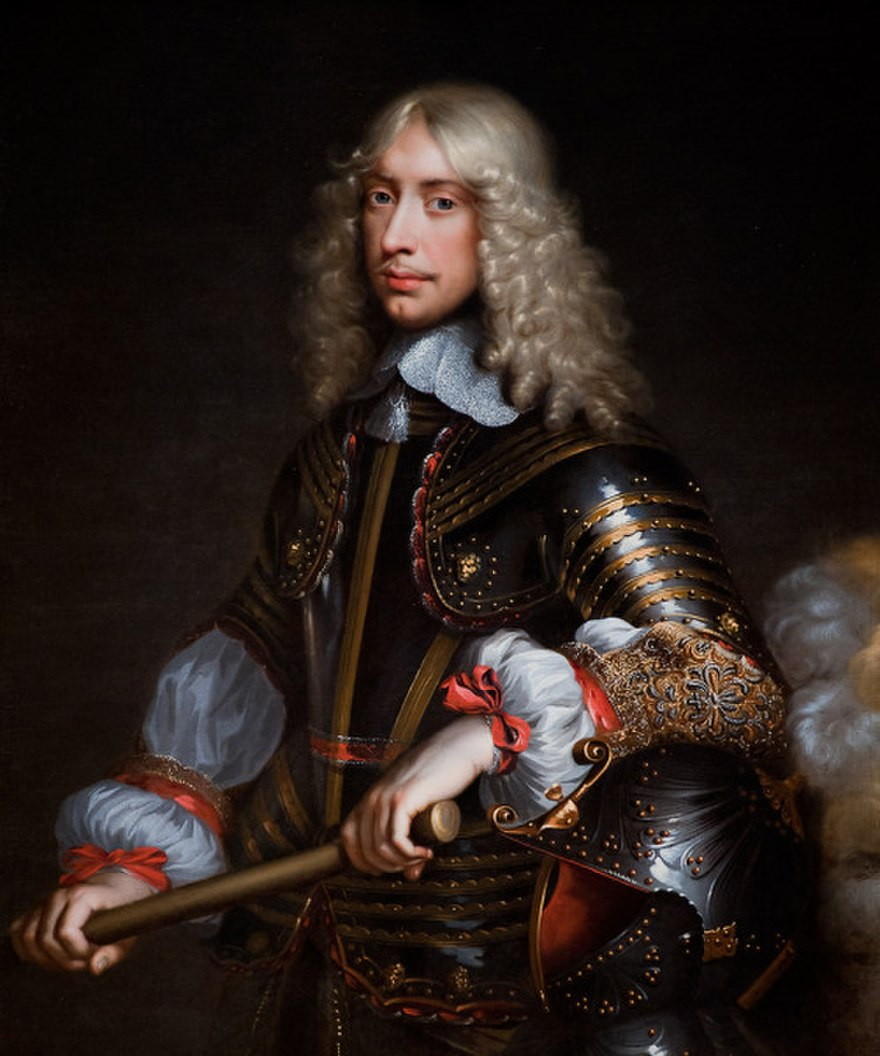
François de Bourbon, duc de Beaufort (Baltimore Museum of Art)

## Werke (Auswahl)
Porträts
- François de Bourbon, duc de Beaufort, ca. 1650–1660 (Baltimore Museum of Art)
- Porträt eines Kindes als römischer General (Blois, Musée des Beaux-Arts),
- Prinzessin Marie Thérèse von Frankreich (1667–1672) (Madrid, Prado)
- Louise de La Vallière (Schloss Versailles),
- Königin Marie-Thérèse von Frankreich (Schloss Versailles),
- Anne d’Autriche (Schloss Versailles).
- Allegorie auf die Hochzeit Ludwigs XIV. mit der Infantin Maria-Teresa von Spanien, 1660–1664 (Musée Basque et de l’histoire, Bayonne)

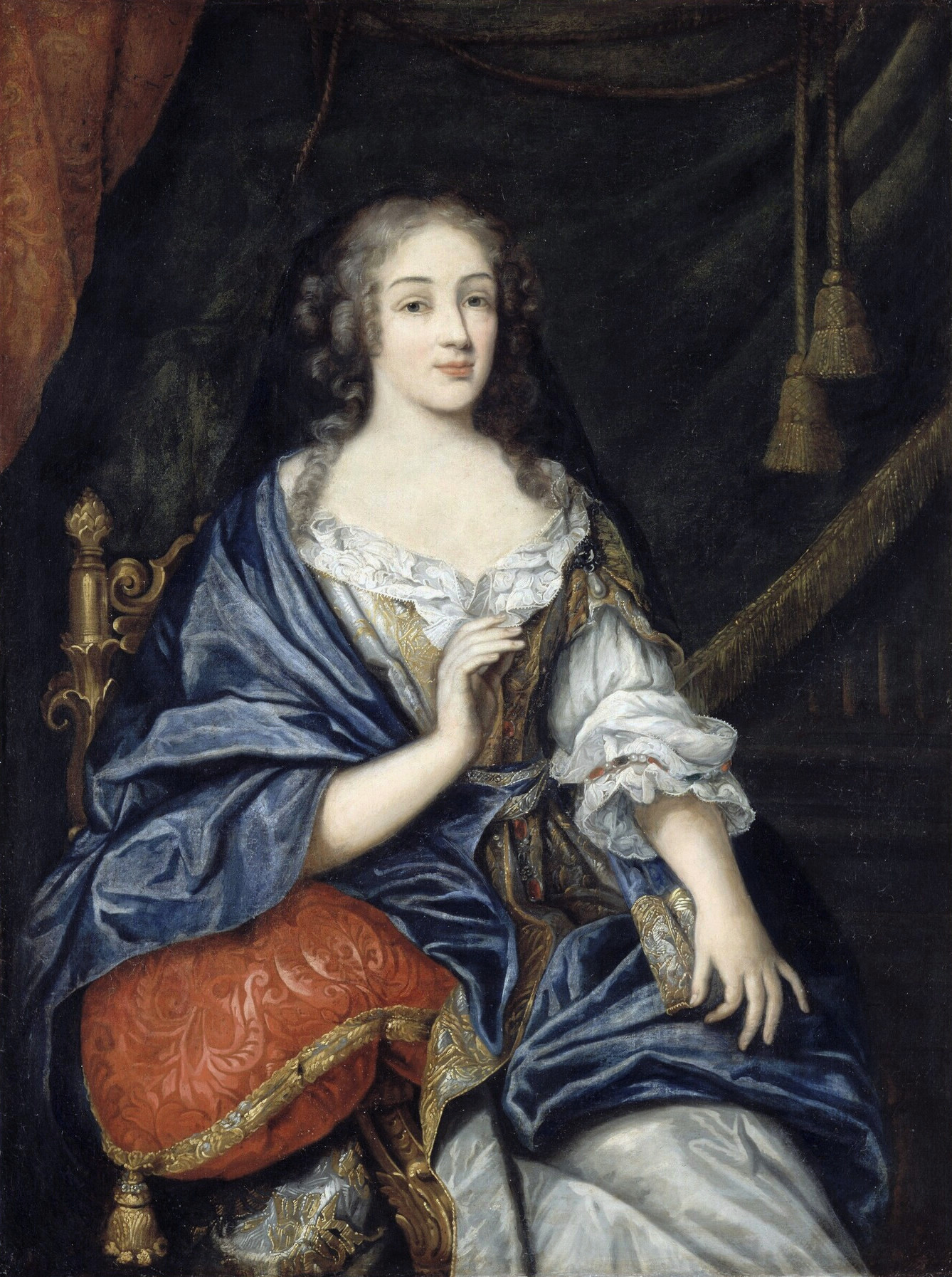
Louise de La Vallière, ca. 1665–1670 (Schloss Versailles)
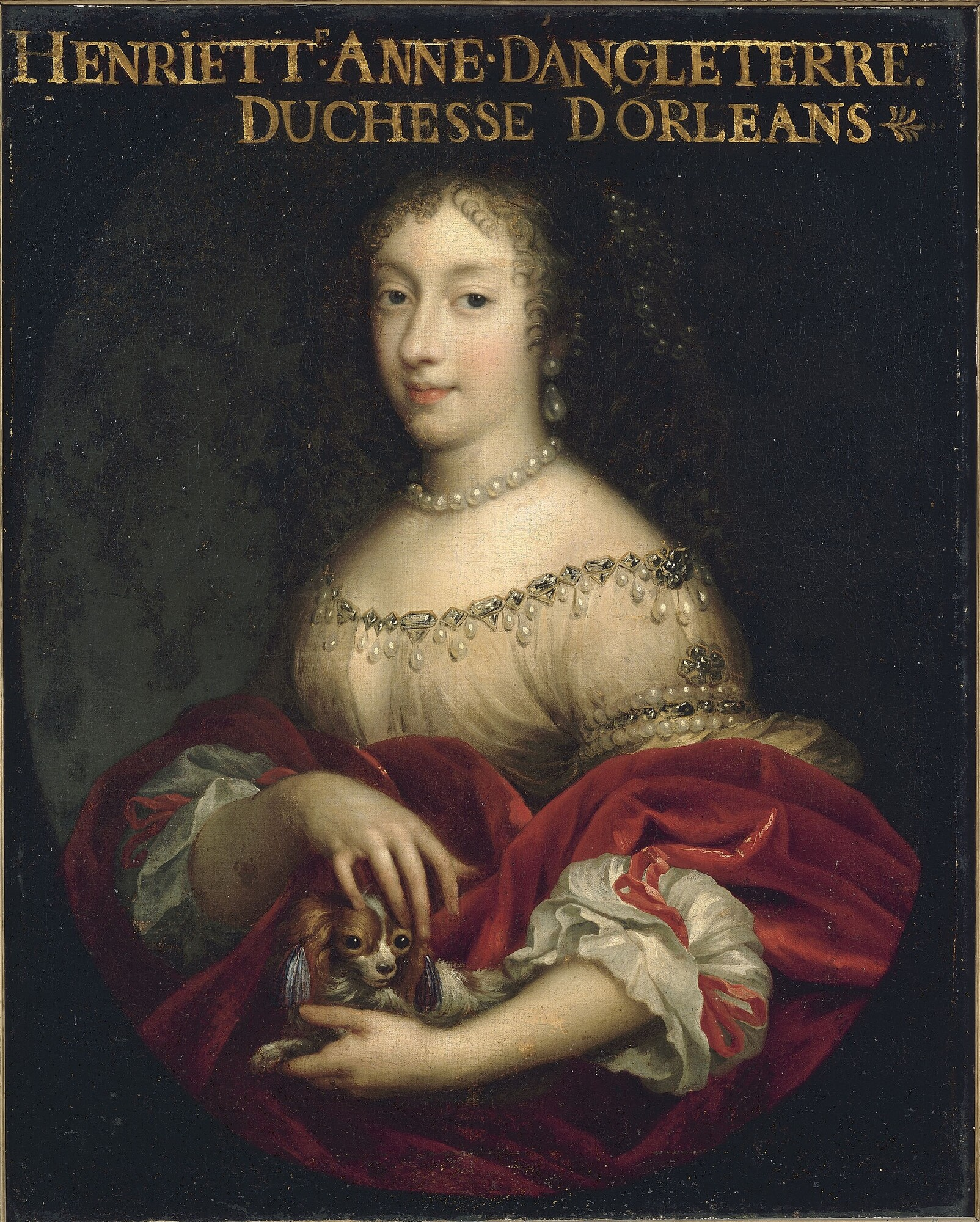
Henriette d'Angleterre, duchesse d'Orléans, 1662–1670 (Schloss Versailles)
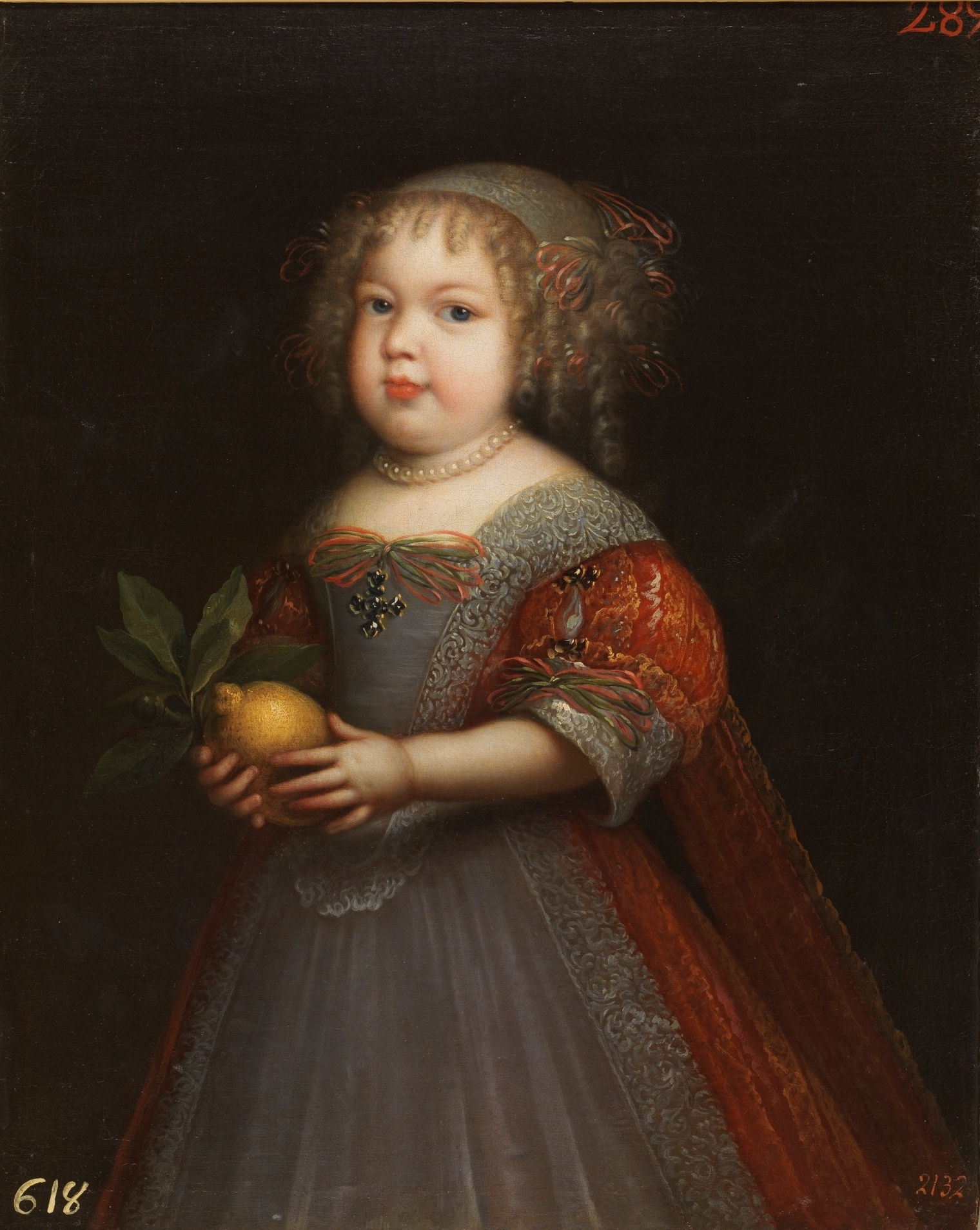
Marie Thérèse de Bourbon (1667–1672), Tochter Ludwigs XIV., ca. 1669–1672 (Madrid, Prado)

Zugeschriebene Werke
- Der Ruhm präsentiert Frankreich das Porträt Ludwigs XIV. (Saint-Quentin, Musée Antoine Lécuyer, manchmal auch Louis-Ferdinand Elle zugeschrieben),
- Henriette d'Angleterre, duchesse d'Orléans (Schloss Versailles)
- Porträt der Anne d'Autriche (Nantes, Musée des Beaux-Arts),
- Ludwig XIV. als römischer General (um 1670, Sceaux, Musée de l'Île-de-France),
- Porträt Ludwigs XIV. (Schloss Maisons-Laffitte; Zuschreibung mit Sicherheit falsch, da erst nach 1680 entstanden !).